# Прича о Жики Живцу
Прича о Жики Живцу / Кад ходаш је сингл српске и југословенске рок групе Рибља чорба, издат 11. априла 1984. године од стране Југотона.

## Кад ходаш
Песму је написао Момчило Бајагић за албум из 1984. Вечерас вас забављају музичари који пију, а наставио је да је изводи и када је оформио Бајагу и Инструкторе. Појављује се на албуму уживо Нека свемир чује немир. Године 2009. Марина Перазић, певачица синт-поп дуа Денис и Денис, је тврдила да је са Бајагом имала краткотрајну везу и да је Кад ходаш посвећена њој, што је Бајага негирао.
Године 2006. радио Б92 је уврстио песму на 4. место на листи 100 најбољих домаћих песама.